# Kellerton (Iowa)
Kellerton es una ciudad ubicada en el condado de Ringgold en el estado estadounidense de Iowa. En el Censo de 2010 tenía una población de 315 habitantes y una densidad poblacional de 182,34 personas por km².

## Geografía
Kellerton se encuentra ubicada en las coordenadas 40°42′37″N 94°3′2″O / 40.71028, -94.05056. Según la Oficina del Censo de los Estados Unidos, Kellerton tiene una superficie total de 1.73 km², de la cual 1.71 km² corresponden a tierra firme y (1.05%) 0.02 km² es agua.

## Demografía
Según el censo de 2010, había 315 personas residiendo en Kellerton. La densidad de población era de 182,34 hab./km². De los 315 habitantes, Kellerton estaba compuesto por el 96.19% blancos, el 0% eran afroamericanos, el 0.95% eran amerindios, el 0% eran asiáticos, el 0% eran isleños del Pacífico, el 1.59% eran de otras razas y el 1.27% pertenecían a dos o más razas. Del total de la población el 2.22% eran hispanos o latinos de cualquier raza.